# Иммерсия (микроскопия)
Иммерсия (иммерсионный метод микроскопического наблюдения) в оптической микроскопии — это введение между объективом микроскопа и рассматриваемым предметом жидкости для усиления яркости и расширения пределов увеличения изображения.
Иммерсионная система — оптическая система, в которой пространство между первой линзой и предметом заполнено жидкостью. Применяемая таким образом жидкость называется иммерсионной.

## Принцип действия
Из основной формулы разрешающей способности микроскопа: d = 0,61λ/А, следует, что предел разрешения определяется длиной волны λ и числовой апертурой объектива А. Так как не всегда возможно изменить длину волны (особенно если исследование производится в белом свете), то для достижения лучшего разрешения стремятся применять объектив, имеющий бо́льшую числовую апертуру.
Однако для «сухого» объектива с показателем преломления среды перед его передней линзой n=1 максимальное значение числовой апертуры объектива не может превысить значение около 0,95.
Для решения этой проблемы берут иммерсионную жидкость, показатель преломления которой n2 и показатель преломления фронтальной линзы n3 выбраны определённым образом. Исходящие от одной точки объекта OP лучи проходят без преломления через иммерсионную плёнку и могут «приниматься» фронтальной линзой объектива.
В этом случае числовая апертура увеличивается, а предел разрешения уменьшается в n2 раз.

### Дополнительные преимущества
- Возникающие на поверхностях покровного стекла и фронтальной линзе объектива паразитные отражения существенно меньше, нежели у «сухих» объективов, а в некоторых случаях паразитные рефлексы могут быть полностью устранены. Это улучшает контраст изображения и позволяет поднять освещённость препарата без вредного влияния на изображение.
- Толщина слоя жидкости между объективом и препаратом может меняться, и за счёт этого можно в некоторых пределах изменять компенсацию сферической аберрации.

## Иммерсионные жидкости
В расчёте объективов микроскопа оптические параметры иммерсионной жидкости (показатель преломления и дисперсия) учитываются при коррекции аберраций оптической системы (исправление кривизны поля, сферических и хроматических аберраций).
Применяются:
- Кедровое[1] или минеральное масло (показатель преломления 1,515)
- Водный раствор глицерина (1,434)
- Физиологический раствор (1,3346)
- Вода (1,3329)
- Монобромнафталин (1,656)
- Вазелиновое масло (1,503)
- Йодистый метилен (1,741)

### Иммерсионное масло
В качестве первой иммерсионной жидкости применялось природное кедровое масло. Однако его главным недостатком было изменение свойств с течением времени. На воздухе жидкость постепенно уплотнялась вплоть до осмоления и отвердения, показатель преломления менялся.
С начала XX века применяется исключительно синтетическое иммерсионное масло, не обладающее этим недостатком.
Считается, что первый серийный микроскоп с рассчитанным объективом масляной иммерсии появился в 1878 году.
Основные параметры иммерсионного масла стандартизованы.
По ГОСТ 13739-78 «Иммерсионное масло»: показатель преломления nd = 1,515±0,001; коэффициент пропускания в слое толщиной 1 мм в спектральном диапазоне 500—720 нм — 95 %, 400—480 нм — 92 %. Иммерсионное масло должно применяться при температуре около +20 °C.
По Международному стандарту ISO 8036/1 «Иммерсионное масло»: показатель преломления nе = 1,518 + 0,0005; коэффициент пропускания в слое толщиной 10 мм в спектральном диапазоне 500—760 нм — 95 %, 400 нм — 60 %.
По Международному стандарту ISO 8036-1/2 «Иммерсионное масло для люминесценции»: коэффициент пропускания в слое толщиной 10 мм в спектральном диапазоне 500—700 нм — 95 %, 365—400 нм — 60 %.
Некоторое отличие в стандартах означает, в частности, возможное ухудшение работы конкретного объектива с несоответствующим ему маслом. Результатом этого могут быть:
- снижение контраста из-за появления сферической аберрации
- окраску поля на объекте
- неравномерность освещённости в плоскости предмета (объекта) и, соответственно, в плоскости, где формируется изображение объекта
- нерезкость по полю в плоскости изображения объекта.

### Водный раствор глицерина
Глицерин — применение в качестве иммерсионной жидкости нашёл благодаря пропусканию ультрафиолетового диапазона электромагнитных волн. Используется в виде водного раствора определённой концентрации. Первый объектив глицериновой иммерсии был рассчитан в 1867 году.

### Вода
Используется дистиллированная вода. Считается, что впервые в серийный микроскоп рассчитанный объектив водной иммерсии был введён в 1850 году.

## Коррекционные оправы
В конструкцию ряда иммерсионных объективов входят коррекционные оправы. Их установка определяет точное взаиморасположение линзовой системы объектива и покровного стекла. Наибольшее влияние точность задания этого взаиморасположения оказывает на компенсацию сферической аберрации оптической системы микроскопа.
На корпусе объектива обычно нанесена маркировка, показывающая:
- или пределы толщины покровного стекла (положение линз в системе объектива, при котором именно эта толщина покровного стекла скомпенсирована), например «0-0,17-0,5»
- или условное обозначение иммерсионной жидкости, например «OIL—GLYС—DRY».

Соответственно, на корректирующей оправе наносится конкретное значение, под которое скомпенсировано данное сочетание объектива и оправы. Смена корректировочных оправ требуется в следующих случаях:

### Работа с разными жидкостями
Объектив, рассчитанный на работу с различными иммерсионными жидкостями (как правило - «водный—масляный—глицериновый» или две иммерсионные системы в разных сочетаниях), а также в вариантах «сухая—иммерсионная», требует компенсации разницы в показателях преломления.

### Толщина покровного стекла
Работа со стандартным покровным стеклом (n = 1,52) требует корректировки и на толщину покровного стекла, если объектив рассчитан на водную (n = 1,33) или глицериновую (n=1,47) иммерсию. Такие аппараты имеют на корпусе буквенные метки, указывающие правильное положение коррекционного кольца для конкретного типа жидкости, а в пределах этой метки указываются  толщины покровных стёкол, для которых компенсация сферической аберрации минимальна.

## История
Роберт Гук был первым учёным, объяснившим технику иммерсии в докладе «Lectures and Collections», прочитанном в 1678 году. Текст доклада был им напечатан в его книге «Microscopium» в том же году. Именно с этого события начинается история иммерсионных объективов.
Дэвид Брюстер в 1812 году предложил иммерсию как средство исправления хроматических аберраций объектива, и приблизительно в 1840 году Джованни Баттиста Амичи (1786—1868) изготовил первые иммерсионные объективы. В качестве иммерсионной жидкости применялись анисовые масла, так как их показатель преломления был наиболее близок к таковому для стекла.
Однако при этом не ставилась задача увеличения апертуры. Амичи понял эту проблему. Но из-за высокой стоимости предметных стёкол микроскописты XIX века ещё не уделяли должное внимание масляной иммерсии. В результате он занялся водной иммерсией. В 1853 году он сконструировал водно-иммерсионный объектив и выставил его в 1855 году в Париже.
Роберт Толл (1820—1883) в 1858 году создал объектив с заменяемыми фронтальными линзами: одна — для работы в сухом состоянии, а другая — для водной иммерсии.
Эдмунд Хартнал (1826—1891) в 1859 году продемонстрировал свои первые водно-иммерсионные объективы с коррекционным кольцом. В последующие 5 лет он продал около 400 штук. Это породило целый бум производства объективов для водной иммерсии среди многих немецких производителей микроскопов, например Бруно Хазерта в Айзенахе, Келлнера в Вецларе, G&S Мерц в Мюнхене и Хугo Шродера в Гамбурге. Однако иммерсионные объективы Хартнала считались лучшими.
Париж. 1867 год. Эрнст Гундлах (1834—1908), желая использовать иммерсионную среду с бо́льшим показателем преломления, чем вода, сконструировал и представил на «Универсальной выставке» объектив для глицерина.
Оптические мастерские Цейс в Йене изготовили в 1871 г. первые водно-иммерсионные объективы. И уже в 1872 г. Карл Цейс внедрил водно-иммерсионные объективы Аббе. В тогдашнем каталоге Цейса предлагались 3 объектива, которые все имели угол поля зрения 180°. Они имели различные рабочие расстояния, но постоянную числовую апертуру 1,0; объектив № 3 имел коррекционное кольцо, компенсирующее сферическую аберрацию.
В 1871 г. Толл представил новое открытие: для однородной (масляной) иммерсии он использовал иммерсионную среду Канадский бальзам, который имеет такой же показатель преломления, что и обычно используемое тогда стекло крон. В августе 1873 г. он изготовил трёхлинзовый объектив для однородной масляной иммерсии с числовой апертурой А = 1,25. Это достижение было признано рекордом для микроскопов. Но в том же месяце рассчитанный им объектив для глицериновой иммерсии достиг числовой апертуры А = 1,27.
С августа 1877 года Карл Цейс начал изготовление масляно-иммерсионных объективов Aббe. Именно они стали наиболее известны  как объективы для «масляной» иммерсии. В 1879 году, в докладе на Йенском медицинском и естественно-научном обществе Эрнст Аббе сообщил, что на созданную им концепцию масляно-иммерсионных объективов повлияла работа Дж. В. Стивенсона.
В 1879 году Эрнст Аббе подвёл итоги разработки иммерсионных систем и своих экспериментов в статье «Новые методы для улучшения сферической коррекции» (On New Methods for Improving Spherical Correction), опубликованной в журнале «Royal Microscopical Society». Главное сделанное им дополнение заключалось в том, что однородные иммерсионные системы позволяют получить максимальную апертуру при любых доступных оптических материалах.
Роберт Кох стал одним из первых исследователей, применивших масляно-иммерсионные объективы Аббе и систему конденсоров Аббе.
В 1904 г. предприятия Карл Цейс изготовили 10-тысячный объектив для масляной иммерсии.

## Техника работы

### Масляная иммерсия
- На готовый высушенный препарат наносят 20-25 мкл монтирующей жидкости
- Покрывают препарат обезжиренным покровным стеклом
- На покровное стекло наносят каплю иммерсионного масла, и наблюдают с иммерсионным объективом (маркировка — чёрная полоса ближе к фронтальному компоненту).

### Водная иммерсия
- На готовый препарат наносят каплю 20 м/моль фосфатного буфера, рН 7,4
- Микроскопируют объективом для водной иммерсии (маркировка — белая полоса ближе к фронтальному компоненту)

## Значение
- Введение в микроскопию иммерсионных объективов (водная иммерсия, 1850, масляная, 1878) имело большое значение для цитологии, позволило решительно увеличить контраст изображения отдельных частей клетки.[2]